# Dammn Baby
 (mars 2018).
Singles
Unbreakable. (chanson de Janet Jackson)
(2015)
Dammn Baby est une chanson de la chanteuse afro-américaine Janet Jackson. La chanson est sortie en single sur son 11e album Unbreakable. La chanson reçoit de bonnes critiques[réf. nécessaire]. Avec un son electro-dance et dance-pop, Janet Jackson nous montre qu’elle a toujours du talent malgré 7 ans d’absence avec son dernier album studio sorti en 2008, Discipline.